# Djamel Menad
 Djamel Menad  (en árabe: جمال مناد‎) (El Bayadh, Argelia; 22 de julio de 1960 - 22 de marzo de 2025) fue un futbolista que jugó como delantero, y un entrenador argelino. Desarrolló su etapa como futbolista entre los años 70 y los años 90. 

## Carrera como jugador

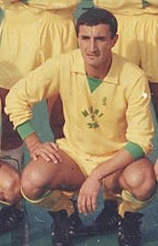
Djamel Menad en 1986.

Menad empezó su carrera en el CR Belouizdad, con el que ganó una Copa de Argelia en 1978. Más tarde marchó al JS Kabylie, donde estuvo 7 temporadas y donde ganó otra copa y 4 ligas argelinas, como torneos domésticos, y 1 Liga de Campeones de la CAF (entonces llamada Copa Africana de Clubes Campeones) y 1 Supercopa de la CAF, como torneos internacionales.
En 1987 se fue a la Ligue 2 francesa (entonces llamada Divison 2), firmando por el Nîmes Olympique. Estuvo 3 temporadas y jugó casi un centenar de partidos. Fue en su última temporada, la 1989-90, donde realizó su mejor temporada goleadora en Europa, 12 goles en 27 partidos.
Menad pasó las siguientes 4 temporadas en Portugal, la 1.ª en el F.C. Famalicão y las 3 siguientes en el C.F. Os Belenenses, siempre en la Primeira Divisão Nacional.
Entonces, con casi 34 años, vuelve a Argelia para jugar un par de temporadas con su antiguo club, el JS Kabylie, con el que consigue ganar la Recopa Africana en 1995, además de su 5.ª liga particular. En 1996 ficha por el USM Alger, donde juega su última temporada como futbolista, ganando su 3.ª Copa de Argelia.

## Carrera como entrenador
En 2005, Menad empezó a entrenar, dirigiendo a su último equipo como jugador, el USM Alger, con el que estuvo 2 temporadas. En 2007 ficha por el JSM Bejaia. El 14 de mayo de 2011, en su 4.ª temporada, dimite de su puesto tras perder su equipo en casa por 0-2 con el USM El Harrach.

## Selección nacional
Menad jugó un togal de 81 partidos para la selección nacional de Argelia, marcando 25 goles. Su debut fue en 1982. Anteriormente había jugado los juegos olímpicos de Moscú 1980, ayudado al equipo nacional llegar a los cuartos de final.
También participó en el Mundial de 1986 celebrado en México. Jugó los partidos contra Brasil y contra España. En 1990 ayudó a los anfitriones a ganar la Copa Africana de Naciones, acabando la competición como máximo goleador con 4 tantos. Al año siguiente participó en la Copa Afroasiática, que enfrentaba al campeón de África contra el campeón de Asia. Argelia perdió a domicilio con Irán por 2-1, pero él ganó en casa el partido de vuelta por 1-0, adjudicándose el torneo por el valor doble de los goles fuera de casa.
En 1986 Menad fue elegido como el tercer mejor Futbolista africano del año.

### Participaciones internacionales
| Año                            | Sede            | Resultado        |
| ------------------------------ | --------------- | ---------------- |
| Olimpiadas de Moscú 1980       | Unión Soviética | Cuartos de final |
| Copa Mundial de Fútbol de 1986 | México          | Primera Fase     |
| Copa Africana de Naciones 1990 | Argelia         | Campeón          |
| Copa Afroasiática 1991         | Irán / Argelia  | Campeón          |
| Copa Africana de Naciones 1992 | Senegal         | Primera Fase     |

## Clubes

### Como jugador
| Club               | País     | Año       |
| ------------------ | -------- | --------- |
| CR Belouizdad      | Argelia  | 1976-1981 |
| JS Kabylie         | Argelia  | 1981-1987 |
| Nîmes Olympique    | Francia  | 1987-1990 |
| F.C. Famalicão     | Portugal | 1990-1991 |
| C.F. Os Belenenses | Portugal | 1991-1994 |
| JS Kabylie         | Argelia  | 1994-1996 |
| USM Alger          | Argelia  | 1996-1997 |

### Como entrenador
| Club                           | País           | Año       |
| ------------------------------ | -------------- | --------- |
| USM Alger                      | Argelia        | 2005-2007 |
| JSM Bejaia                     | Argelia        | 2007-2011 |
| CR Belouizdad                  | Argelia        | 2011-2012 |
| MC Alger                       | Argelia        | 2012-2013 |
| Al-Wehda Club                  | Arabia Saudita | 2014      |
| MC Alger                       | Argelia        | 2016      |
| Selección nacional (asistente) | Argelia        | 2018-2019 |
| USM El Harrach                 | Argelia        | 2020-     |

## Palmarés

### Copas nacionales
| Título                  | Equipo        | País    | Año       |
| ----------------------- | ------------- | ------- | --------- |
| Copa de Argelia         | CR Belouizdad | Argelia | 1977-1978 |
| 1.ª División de Argelia | JS Kabylie    | Argelia | 1981-1982 |
| 1.ª División de Argelia | JS Kabylie    | Argelia | 1982-1983 |
| 1.ª División de Argelia | JS Kabylie    | Argelia | 1984-1985 |
| 1.ª División de Argelia | JS Kabylie    | Argelia | 1985-1986 |
| Copa de Argelia         | JS Kabylie    | Argelia | 1985-1986 |
| 1.ª División de Argelia | JS Kabylie    | Argelia | 1994-1995 |
| Copa de Argelia         | USM Alger     | Argelia | 1996-1997 |

### Copas internacionales
| Título                        | Equipo     | País                                         | Año  |
| ----------------------------- | ---------- | -------------------------------------------- | ---- |
| Liga de Campeones de la CAF   | JS Kabylie | Tizi Ouzou (Argelia) / Kinshasa (R.D. Congo) | 1981 |
| Supercopa de la CAF           | JS Kabylie | Abiyán (Costa de Marfil)                     | 1982 |
| Copa Africana de Naciones     | Argelia    | Argelia                                      | 1990 |
| Copa Afroasiática de Naciones | Argelia    | Irán / Argelia                               | 1991 |
| Recopa Africana               | JS Kabylie | Lagos (Nigeria) / Tizi Ouzou (Argelia)       | 1995 |

### Distinciones individuales
| Distinción                                      | Año  |
| ----------------------------------------------- | ---- |
| Máximo goleador de la Copa Africana de Naciones | 1990 |